# Малиново (Гороховецкий район)
Малиново — деревня в Гороховецком районе Владимирской области России, входит в состав Куприяновского сельского поселения.

## География
Деревня расположена в 5 км на юг от центра поселения деревни Выезд и в 8 км на юг от Гороховца, близ железнодорожной линии Ковров — Нижний Новгород.

## История
По писцовым книгам 1628 года деревня входила в состав Куплинского прихода и значилась за стольником В.А. Колычевым, в ней было двор помещиков, 1 двор людской, 16 крестьянских и 8 бобыльских.
В XIX — первой четверти XX века деревня входила в состав Красносельской волости Гороховецкого уезда, с 1926 года — в составе Гороховецкой волости Вязниковского уезда. В 1859 году в деревне числилось 20 дворов, в 1905 году — 23 двора, в 1926 году — 37 дворов.
С 1929 года деревня являлась центром Малиновского сельсовета Гороховецкого района, с 1940 года — в составе Куприяновского сельсовета, с 2005 года в составе Куприяновского сельского поселения.

## Население
| 1859 | 1905 | 1926 | 2002 | 2010 | 2021 |
| ---- | ---- | ---- | ---- | ---- | ---- |
| 179  | ↘155 | ↗159 | ↘13  | ↘10  | ↗23  |